# Soyuz Music
«Soyuz Music» — музичний лейбл, заснований у 2001 році в Москві в рамках групи компаній «Союз», що працює на російському ринку розваг.

## Музиканти (вибірка)
«Soyuz Music» випустив понад 3500 найменувань включно з альбомами виконавців:
- 50 Cent
- Adele
- Blackmore's Night
- Eric Burdon
- Alice Cooper
- Deep Purple
- Duran Duran
- Kiss
- Yngwie Malmsteen
- Marilyn Manson
- Motörhead
- Placebo
- The Prodigy
- Whitesnake
- The Who
- Fools Garden
- Wutbürger

Також були випущені альбоми російских виконавців «Ляпіс Трубецкой», «Ленінград», «Муджус», «Браво», «Гліб Самойлов», «Ногу свело».

## Партнери
- Cooking Vinyl
- Domino
- earMusic/Edel
- Kobalt
- Nuclear Blast
- PIAS
- SPV
- Union Square
- ACE
- AFM
- Cargo Germany
- Century Media
- Eagle Rock
- Earache
- Membran
- Ministry of Sound
- Music on Vinyl
- Plastichead
- Snapper
- ZYX Music

## Вебпосилання
- Soyuz Music на Discogs
- Сайт Soyuz Music